# كيمر كوبيجانس
كيمر كوبيجانس مواليد 7 فبراير 1994 في أوستند، هو لاعب كرة مضرب بلجيكي يلعب باليد اليمنى ويحتل حالياً المرتبة رقم. 123 (1 فبراير 2016) في تصنيف رابطة محترفي كرة المضرب. أعلى تصنيف له في الفردي كان المركز الـ 97 في سنة 2015. أعلى تصنيف له في الزوجي كان المركز الـ 499 في سنة 2015.

## النهائيات

### الفردي: 3 (3–0)
| الحصيلة | الرقم | التاريخ    | الدورة         | الأرضية | المنافس       | النتيجة            |
| ------- | ----- | ---------- | -------------- | ------- | ------------- | ------------------ |
| الفوز   | 1.    | 2014-09-20 | مكنس ، المغرب  | ترابية  | لوكاس بويلي   | 4–6, 6–2, 6–2      |
| الفوز   | 2.    | 2015-03-15 | جوانزهو، الصين | صلبة    | روبرتو ماركرا | 7–6(8–6), 5–7, 6–1 |
| الفوز   | 3.    | 2015-04-19 | تركيا          | ترابية  | مارسيل إلهان  | 6–2, 6–2           |

## روابط خارجية
- كيمر كوبيجانس على موقع رابطة محترفي التنس (الإنجليزية)
- كيمر كوبيجانس على موقع الاتحاد الدولي لكرة المضرب (الإنجليزية)
- كيمر كوبيجانس على موقع كأس ديفيز (الإنجليزية)
- كيمر كوبيجانس على موقع خلاصة التنس.كوم (الإنجليزية)
- كيمر كوبيجانس على موقع إي إس بي إن.كوم (الإنجليزية)